# Jorge Guerreiro
Jorge Guerreiro é um cantor português. 
Iniciou a sua carreira em 2009 com o seu primeiro álbum “Fúria de Vencer”, com os temas  Fúria de Vencer, Dona de Mim, Abandonado Fiquei, Triste Sem Ti, Minha Rainha Minha Paixão, Eternamente, Quando Estou Contigo e Se Fores Embora (amor).
No ano de 2010 concorreu ao Festival da Canção com o tema  “Ai Lisboa” .  Foi neste ano que começou a marcar presença em vários programas de televisão.
Em abril de 2013, aconteceu o lançamento do seu álbum “Cor da Esperança”, que inclui os temas  Não Sejas Má , Vem-me Buscar, Milagre de Amor, O Que Vai Ser de Nós, Bárá Bárá Bêrê Bêrê, Cor da Esperança, Quero viver, Provoca-me, Nossa Noite, Quero-te ao Pé de Mim e Ai Lisboa.
Dando continuidade ao seu enorme sucesso “Bárá Bárá Bêrê Bêrê”, que deu nome à tour de 2014, Jorge Guerreiro traz a público em dezembro de 2014, o seu terceiro álbum, “Don’t Stop”
“Don’t Stop” é constituído por 8 temas inéditos: Fazer Bébe, Vou-te Tirar o Baton, Diz-me O Que Eu Posso fazer, Como Adoro o Teu Corpo, Encosta Devagar, Vivo A Vida, Don´t Stop e Amor de Fim de Semana. Marcou o ano de 2015, contribuindo para engrandecer o percurso de Jorge Guerreiro na música portuguesa. Guerreiro tem provas dadas em Portugal, na Europa e Canadá, com mais de 50 espectáculos só em 2014.
O seu quarto álbum, “Dança Comigo”, inclui os temas Dança Comigo, Voltar a Sorrir, Ninguem Pára Essa Mulher, Piripac, Agora Toma Aguenta, Eu Quero Namorar, Que Não Pare a Festa, Mais Uma Noite, Penso Em Ti, Princesa e Pegas ou Largas. Deu nome à Tour 2017. O álbum um trabalho marcado pelos ritmos latinos e populares, que levou Guerreiro aos palcos num espetáculo cheio de energia, alegria, dança e muitas surpresas.
Em dezembro de 2018, lança o seu quinto trabalho discográfico, “Atolambada”, que inclui os temas Atolambada, Deixa-te Levar, Despenteada Porquê, Louco Louco, Tu Estás Lé Lé Lé, Vou Roubar Um Beijo, Se é Para Seres Feliz, A Vida é Bela, Sei Que Pensas Em Mim, Sinto o Teu Perfume e Votos de Um Bom Natal. O disco é um trabalho com ritmos contagiantes e transversais a todas as gerações e eu início  à “Atolambada”  Tour 2019.
Em abril de 2021, Jorge Guerreiro vê o seu trabalho “Vai Malandra Vai” inserido na banda sonora da novela da TVI Festa É Festa. 
Em janeiro de 2022 entrou na primeira edição de 2022 do Brother Famosos. O seu tema “Vou Alugar Um Quarto” é reconhecido como o hino dessa edição do programa.

## Percurso
Em 2009, gravou o álbum "Fúria de Vencer", com temas de José Félix, Elton Ribeiro e Rogério Caixinha.

## Festival RTP da Canção
Em 2010, Jorge Guerreiro concorreu ao Festival RTP da Canção 2010, com o tema "Ai, Lisboa", tendo sido integrado na lista para a votação on-line, de onde passaram 24 às semifinais.

## Discografia
- 2009 - Fúria de Vencer (One Records)
- 2010- Ai Lisboa (FRTC2010)
- 2013 - Cor da Esperança
- 2015 - Don’t Stop
- 2017 - Dança Comigo
- 2018 - Atolambada ~

## Big Brother Famosos 2022
Em 2022 resolveu aceitar o desafio de participar na primeira edição do ano do Big Brother Famosos e a 2 de janeiro de 2022 entra na "casa mais vigiada do país".
Acabou por ficar em segundo lugar, perdendo para Kasha na final.